# Ihor Kostenko
Pour les articles homonymes, voir Kostenko.
Ihor Ihorovytch Kostenko (en ukrainien : Ігор Ігорович Костенко, né le 31 décembre 1991 à Zubrets (en) dans le Buchach Raion (en) et tué le 20 février 2014 à Kiev en Ukraine, est un étudiant et journaliste ukrainien.

## Biographie
Kostenko étudie la géographie à l'université de Lviv et travaille également comme journaliste pour l'édition en ligne du site de sport Sportanalitika. Il est aussi un contributeur régulier de la Wikipédia en ukrainien sous le pseudonyme de Ig2000.
Il est tué au cours des manifestations Euromaïdan en février 2014. Son corps est retrouvé dans une rue près du Palais d'Octobre, avec des blessures par armes à feu à la tête et dans le cœur ainsi qu'avec les jambes fracturées.

## Hommages
Le 21 novembre 2014, il est décoré à titre posthume, avec d'autres manifestants tués au cours d'Euromaïdan, de l'ordre de Héros d'Ukraine. Il est également nommé Wikipédien de l'année en 2014,